# Kostel svatého Michaela archanděla (Vísky)
Kostel svatého Michala ve Vískách pochází z přelomu 12. a 13. století. Jde o farní kostel farnosti Vísky u Letovic.

## Popis
Jedná se o jednolodní, orientovanou, podélnou stavbu, která vznikla ve 13. století a je tudíž románského původu. Dnes však vidíme kostel sv. Michaela v podobě, kterou mu vtiskla gotická přestavba, doplněná pozdějšími barokními úpravami. K severní straně lodi byla přistavěna kaple a sakristie. Na západní straně má kostel představenu čtyřbokou věž, kterou zdobí - na severní, jižní a západní straně - ve zvonicovém patře velká půlkruhová okna. Na východní straně věže zůstalo zachováno malé sdružené trojdílné románské okno s profilovaným ostěním. Věž je zastřešena jehlanovitě, loď sedlově a pětiboký presbytář valbeně.

## Historie
Pozdněrománské jádro stavby pochází z přelomu 12. a 13. století, přesto se však první zmínky vyskytují v roce 1568. Gotické prvky získal přestavbou, která proběhla kolem roku 1640. Ve věži jsou umístěny dva zvony: zvon svatého Michaela z roku 1689 a barokní zvon z roku 1726. Další úpravy kostela probíhaly v 18. a 20. století.
V roce 1964 byl zapsán na státní seznam kulturních památek.